# Dzieła Lukiana z Samosat

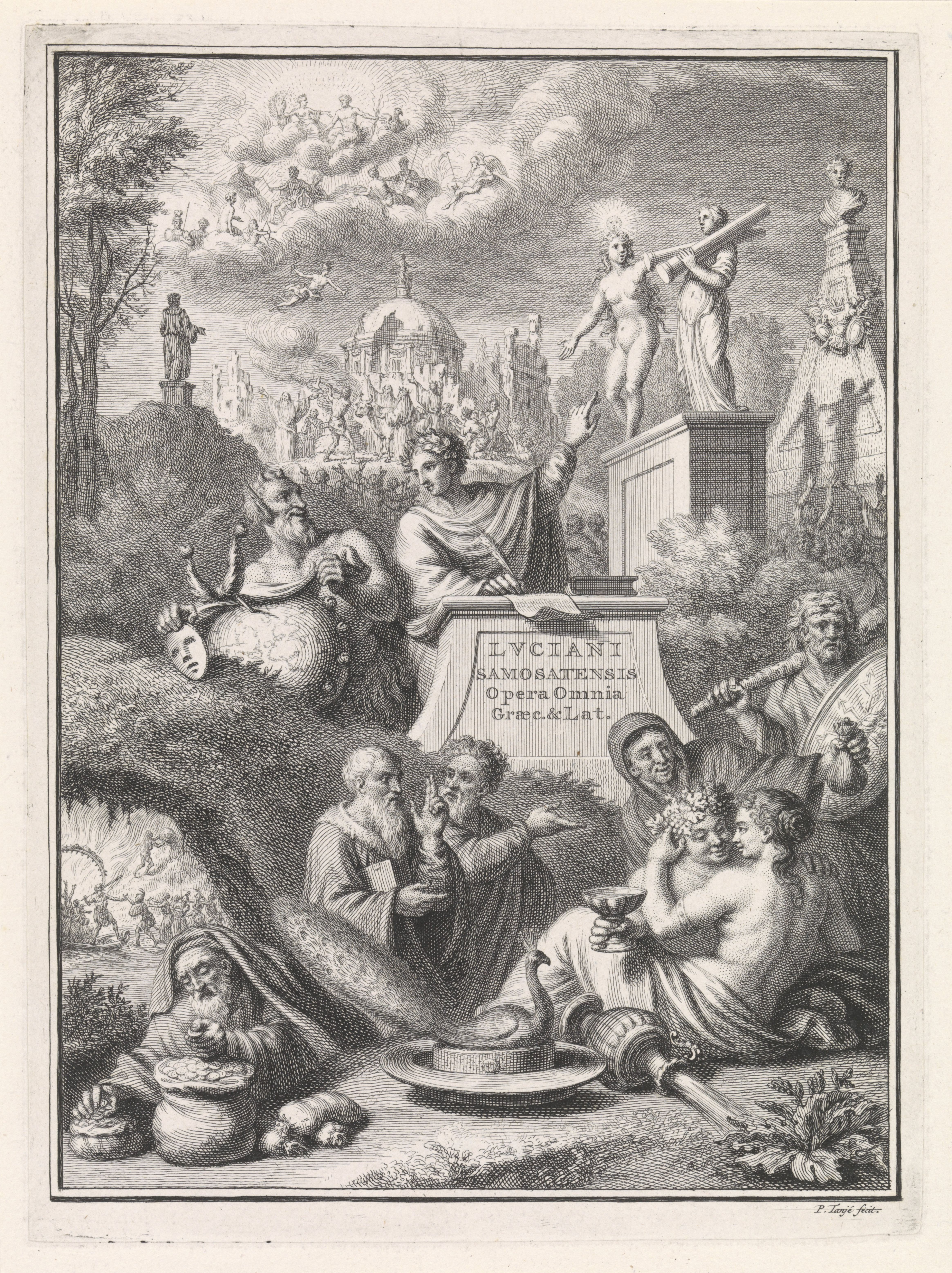
Lukian z Samosat. Opera. Amsterdam: Jacobus Wetstein, 1743.

Twórczość Lukiana z Samosat można podzielić na kilka części, w zależności od gatunku literackiego:

## Pisma prozą
- Prawdziwa Historia (Alethes Historia, łac. Vera historia, 165-175) – krótka satyra, a miejscami parodia Homera i innych autorów, którzy pisali nieprawdopodobne historyjki jak np. Jambulos, Antoniusz Diogenes, czy Ktezjasz. Równocześnie pierwszy znany przykład literatury science-fiction.

- Lucjusz czyli Osioł (Lukios e Onos) – bardziej znany z łacińskiej, rozszerzonej wersji Apulejusza, jest to skrót nie zachowanego dzieła oryginalnego, greckiego autora, autorstwo Lukiana jest kwestionowane.
- Saturnalia (Saturnalia) – tryptyk składający się z trzech części: Rozmowa z Kronosem, Kronosolon (nazwa od Solona) i Korespondencja z Kronosem. Dialog z przewagą opowiadania na temat święta Kronosa (rzymskie Saturnalia). Część pierwsza: Skarga na niesprawiedliwość wobec biedoty. Część druga: Ogłoszenie nowych praw. Część trzecia: korespondencja bogaczy z Kronosem. Lukian przybiera oportunistyczną postawę wobec bogaczy, jest rzecznikiem biedoty, ale zarazem ich krytykiem. Wątek jest kontynuowany przez Lukiana w kolejnym niezwykle humorystycznym utworze – Sen, czyli Kogut (Gallus)[1], gdzie autor poszedł jeszcze dalej i dowodzi, że żywot i dola biednego jest lepsza, niż bogacza, którego dręczą troska i niepokój o swój majątek.

## Dialogi
- Sympozjum (Symposion) – humorystyczne naśladowanie „Uczty” Platona i Ksenofonta, a zarazem zjadliwa satyra na filozofię spekulatywną i na samych filozofów.
- Hermotimos, czyli O szkołach filozoficznych (Hermotimus) – to najdłuższe dzieło, dialog sokratyczny, wzorowany na platońskim Protagorasie. Krytykuje wszystkie szkoły filozoficzne i przestrzega przed nimi młodzież[2].
- Nigrinos, czyli O charakterze filozofa (Nigrinus) – utwór wzorowany na platońskiej Biesiadzie. Autor ostrzega młodzieńców przed lekkomyślnym rzucaniem się w objęcia filozofii. Na końcu utworu bohater postanawia unikać filozofów, jak wściekłych i kąsających psów.
- Menippos (Menippos), Tymon (Timon), Rybak (Halieus) – dialogi w których dostrzec można echa komedii attyckiej.
- Ikaromenippos albo Podróż Napowietrzna (Ikaromenippos) – dialog o tematyce fantastycznej, pewien filozof, który koniecznie chce udowodnić, że Ziemia jest okrągła, leci na Księżyc, wziąwszy jedno skrzydło od sępa, a drugie od orła.
- Rozmowy Zmarłych (Nekrikoi Dialogoi) – dialog przepojony filozofią cynicką, w którym także znajdują się elementy komedii attyckiej.
- Rozmowa z Hezjodem (Dissertatio cum Hesiodo) – bardzo krótki dialog, w którym Lykinos polemizuje z Hezjodem na temat domniemanej znajomości przyszłości beockiego poety.
- Rozmowy Bogów (Theon Dialogoi) – parodia dotyczy różnych miłostek, których bohaterami są między innymi Zeus, Hera, Selene, Herakles, Apollo oraz ich potomkowie.
- Rozmowy Bóstw Morskich (Enalioi Dialogoi) – jedne z najsłynniejszych dialogów Lukiana, pełen humoru, ale bez zbytniej krytyki religijnej. Dialog przedstawia szereg wydarzeń mityczno-legendarnych. Lukian odwołał się do poezji aleksandryjskiej i scenariuszy pantomimicznych.
- Rozmowy Heter (Hetairikoi Dialogoi) – dialog nawiązujący wyraźnie do komedii nowej attyckiej. Temat obraca się wokół skarg heter na swoich kochanków, ich ożenku, zerwania z biednym kochankiem, konkurentek, czy odwodzenia od miłostek młodych kochanków przez ich nauczycieli. Dialog porusza nawet trybadyzm. Ostatnia z rozmów ma charakter pornograficzny.
- Okręt, czyli Życzenia (Navigium seu vota) – cyniczna krytyka przewrotności ludzkich rojeń i życzeń.
- Zeus skonfundowany (Iupiter confutatus) – dialog cynika z Zeusem. Czy Zeus może ujść Przeznaczeniu (Mojry)? A jeśli nie, to jaki mają sens ofiary skłaniające bogów do zmiany przeznaczenia? Dlaczego piorun Zeusa uderza w niewinne drzewa, a oszczędza łotrów? Ścieranie się poglądów cyników i epikurejczyków. Parodystyczna prezentacja kwestii przeznaczenia, istnienia i kultu bogów oraz opatrzności.

## Krytyki literackie różnych gatunków prozy
- Nauczyciel Retorów (Rhetoron Didaskalos) – ironiczne, pełne sarkazmu pouczenie, jak za pomocą bezczelności i nieuctwa można zostać wpływowym retorem.
- Jak należy pisać historię (Pos dei Historian Syngraphein) – zabawna krytyka współczesnych autorowi historyków, dla Lukiana ideałem historyka może być ten, kto łączy urok Herodota z obiektywizmem Tukidydesa.

## Dzieła retoryczne
- Falaris (Phalaris) – o okrutnym tyranie sycylijskim Falarisie z VI wieku p.n.e., który ofiarował Apollonowi brązowego byka, narzędzie kaźni.
- Dwukrotnie Wydziedziczony (Apokeryttomenos) – fikcyjna mowa biorąca w obronę syna zagrożonego niesłusznym wydziedziczeniem.
- Tyranobójca (Tyrannoktonos) – o śmiałku żądnym sławy, który zamiast tyrana zabija jego syna i domaga się nagrody.

## Dzieła antyreligijne
- Aleksander, czyli Fałszywy Prorok (Aleksandros e Pseudomantis) – o oszuście Aleksandrze zakładającym wyrocznię i tworzącym kult nowego boga Glykona. W utworze tym Lukian wspomina chrześcijan.
- O Śmierci Peregrina (Peri tes Peregrinu Teleutes) – o Peregrinosie Proteusie, filozofie cynickim i wczesnochrześcijańskim, opisywanym przez niego jako wędrowny hochsztapler i szarlatan. W dziele tym dość obszernie Lukian odnosi się do chrześcijan, wśród których tytułowy bohater miał pewien czas przebywać[3][4].
- Niedowiarek, czyli Przyjaciel bredni (Philopseudes sive Incredulus) – chory na podagrę bogacz zostaje odwiedzony przez przyjaciół, filozofów (platonik, perypatetyk, stoik i pitagorejczyk). Opowiadają mu historyjki o duchach i strachach, a całość można uznać za wyjątkowe obśmianie wiary w nieśmiertelną duszę.
- O ofiarach (De Sacrificiis) – diatryba krytykująca zachowanie się głupiego tłumu w świątyniach, ze szczególnym uwzględnieniem kultu Etiopów i Egipcjan.
- O żałobie (de luctu) – krótka diatryba. Zmarły syn otrzymuje urlop od Plutona i dostępując zmartwychwstania wraca do ojca aby wykazać mu daremność żalu i ofiar za zmarłych.

## Pieśni pochwalne, diatryby, opisy, mowy
- Pochwała Muchy (Myias Enkomion) – paradoksalnie temat najmniej nadający się do pochwały, niemal robienie z muchy słonia. W hiperboliczny sposób wytyka Platonowi, że pominął muchę jako "dowód" w swych rozważaniach na temat duszy nieśmiertelnej[5].
- Sąd Samogłosek (Dike Phoneenton) – tragedia gramatyczna, gdzie poszczególne samogłoski – na wniosek litery Sigma – przeprowadzają przewód sądowy przeciw literze Tau. Żartobliwe dziełko Lukiana doprowadziło do "wojenki gramatycznej" wśród współczesnych pedagogów XIX wieku[6].
- Obrona obrazów (pro imaginibus) – dialog bazujący na fikcyjnym proteście Panthei wobec przedstawienia jej na obrazie oraz porównywania jej do bogów. Odwołując się do poetów i filozofów autor usprawiedliwia obrazowanie człowieka, który przecież jest obrazem boga. Protest Panthein świadczy tylko o jej niezwykłej skromności[7].
- O tym, by nie wierzyć łatwo oszczerstwu (de calumnia) – treść deklamacji mocno zbliżona z dziełem Plutarcha (O odróżnianiu pochlebcy od przyjaciela). Potępienie oszczerstwa w oparciu o liczne przykłady z dworu między innymi Aleksandra Wielkiego, czy Ptolemeusza.

## Dzieła dotyczące spraw języka
- Pseudosofista czyli Solecysta (Pseudosophistes) – krótki żart z pseudo attycyzmu. Rozmówca wprawdzie unika solecyzmów, to jednak nie potrafi ich określić.
- Leksifanes (Leksiphanes) – krytyka posługiwania się idiomami attyckimi. Leksifanes napisał Biesiadę jedynie po to aby w niej użyć attyckich nazw potraw i napojów... Zrobił publiczny odczyt i z tego powodu Lykinosowi zrobiło się niedobrze i postanowił uleczyć Leksufanesa z hyperattycyzmu.

## Dzieła autobiograficzne
- Sen czyli kariera Luciana (Peri tu Enypniu)
- Żywot Demonaksa (Demonaktos Bios) – utwór nie do końca tradycyjnie biograficzny. Stanowi jakby zbiór anegdot związanych z osobą Demonaksa, ale równie dobrze można je wiązać z Sokratesem, czy Kratesem. Utwór napisany z myślą o daniu młodzieży współczesnego im przykładu do naśladowania, bez potrzeby sięgania w daleką przeszłość.